# 중구 금융관광허브빌딩
금융관광허브빌딩(영어: Tour Financial Hub Center) 또는 금융관광허브 랜드마크 타워(영어: Tour Financial Hub Landmark Tower)은 대한민국 서울특별시 중구 을지로5가에 건립이 계획되었던 빌딩으로, 2013년 완공을 목표로 계획하였다. 그러나 220층짜리 랜드마크 빌딩 건립은 중단되었다.
최소 100층 이상 마천루가 들어설 예정이었다. 만약 완공했다면 2010년 부르즈 할리파(828m)를 제치고 세계에서 가장 높은 건물이 될 것이었다. 완공되면 대한민국에서 가장 높은 건물이 되고 서울특별시에서 가장 높은 건물이 될 것이였다.
세운상가는 오래 전에 완공하였고 개장했고 운영하고 있다. 철거할 계획이 있는데 철거 후 마천루 건설할 계획이 있는데 녹지 조성이 가능하다.
2006년 무렵부터 서울 중구에서 세운상가 재개발 사업의 일환으로 추진하던 빌딩이다. 100층 이상 마천루 타운을 조성하고, 이 중 랜드마크 빌딩을 220층짜리로 건설하겠다는 계획이다. 당시 지상 220층, 높이도 거의 1km에 육박하게 계획했다는 점에서 가히 파격적이었던 계획이나, 사대문 안에 대한 고도제한(이 땐 110m, 현재는 92m)이 있다. 2007년 고도제한이 있어서 무산되었다.

## 같이 보기
- 마천루 목록
- 아시아의 마천루 목록
- 대한민국의 마천루 목록
- 서울특별시의 마천루 목록
- 100층 이상의 마천루 목록